# The Cars (album)
The Cars è il primo album in studio del gruppo musicale statunitense The Cars, pubblicato il 6 giugno 1978 dalla Elektra Records.
La rivista Rolling Stone l'ha inserito al 282º posto della sua lista dei 500 migliori album nel 2003.

## Antefatti
Nati a Boston nel 1976, i Cars erano composti da Ric Ocasek, Benjamin Orr, Elliot Easton, David Robinson e Greg Hawkes, i quali erano entrati e usciti da più band nel corso degli anni settanta. Dopo essere diventato popolare nei club, il gruppo registrò una serie di demo all'inizio del 1977. Alcune di queste canzoni apparvero in seguito nel primo album, tra cui Just What I Needed e My Best Friend's Girl, mentre altre furono tenute per i dischi successivi, come Leave or Stay e Ta Ta Wayo Wayo (entrambe pubblicate nell'album Door to Door del 1987).

## Descrizione
Il primo lavoro dei Cars è stato descritto come new wave, power pop e synth rock. L'album è stato registrato con il produttore Roy Thomas Baker in soli 12 giorni e si distingue per la notevole sperimentazione tecnologica in molte delle sue tracce. L'album è anche caratterizzato dai testi ironici e sarcastici del frontman Ric Ocasek. La donna in copertina è Nataliya Medvedeva, una cantante e scrittrice di origine russa.

## Pubblicazione
L'album ha raggiunto il 18º posto della Billboard 200 nel marzo 1979 ed è rimasto in classifica per 139 settimane, divenendo uno dei debutti di maggior successo degli anni settanta. È stato il quarto disco più venduto negli Stati Uniti durante il 1979.

## Accoglienza
| Recensione                    | Giudizio       |
| ----------------------------- | -------------- |
| AllMusic                      |                |
| Encyclopedia of Popular Music |                |
| Q                             |                |
| Rolling Stone                 |                |
| The Rolling Stone Album Guide |                |
| Spin Alternative Record Guide | 8/10           |
| Christgau's Consumer Guide    | B+             |
| Ondarock                      | Pietra Miliare |

L'album è stato accolto positivamente dalla critica musicale. In una recensione dell'epoca, Rolling Stone ha definito le canzoni "facili ed eccentriche allo stesso tempo, sono tutte potenziali successi". Robert Christgau di The Village Voice ha commentato: "Ric Ocasek scrive canzoni orecchiabili, risolute e ciniche, alleviate da tocchi ironicamente rapsodici, il disco è serrato e duro, e tutto suona meraviglioso in radio".
In una recensione retrospettiva, Greg Prato di AllMusic ha scritto che "il debutto dei Cars rimane uno dei classici del rock di tutti i tempi". Secondo Claudio Fabretti di Ondarock: "[l'album] svela tutta la personalità di una band capace di tracciare una nuova via "americana" alla new wave [...] E mostrando un'intelligenza nella scrittura dei testi e una sapienza in fase di produzione non comuni neanche nelle opere wave più celebrate del periodo".

## Tracce
Testi e musiche di Ric Ocasek, eccetto dove indicato.
Lato A
1. Good Times Roll – 3:44
2. My Best Friend's Girl – 3:44
3. Just What I Needed – 3:44
4. I'm in Touch with Your World – 3:31
5. Don't Cha Stop – 3:01

Lato B
1. You're All I've Got Tonight – 4:13
2. Bye Bye Love – 4:14
3. Moving in Stereo – 4:41 (Ric Ocasek, Greg Hawkes)
4. All Mixed Up – 4:14

## Formazione
- Elliot Easton – chitarra solista, voci secondarie
- Greg Hawkes – percussioni, tastiere, sassofono tenore, voci secondarie
- Ric Ocasek – chitarra ritmica, voce nelle tracce 1, 2, 4, 5, 6
- Benjamin Orr – basso, voce nelle tracce 3, 7, 8, 9
- David Robinson – batteria, percussioni

## Classifiche

### Classifiche settimanali
| Classifica (1978/79) | Posizione massima |
| -------------------- | ----------------- |
| Australia            | 35                |
| Canada               | 50                |
| Nuova Zelanda        | 5                 |
| Regno Unito          | 29                |
| Stati Uniti          | 18                |

### Classifiche di fine anno
| Classifica (1979) | Posizione |
| ----------------- | --------- |
| Nuova Zelanda     | 5         |
| Stati Uniti       | 4         |
| Classifica (1980) | Posizione |
| Stati Uniti       | 48        |